# Collinas
Collinas ist eine italienische Gemeinde (comune) mit 755 Einwohnern (Stand 31. Dezember 2023) in der Provinz Medio Campidano auf Sardinien. Die Gemeinde liegt etwa 22 Kilometer nordnordöstlich von Villacidro und etwa zehn Kilometer nordwestlich von Sanluri und grenzt unmittelbar an die Provinz Oristano. Bis 1863 hieß die Gemeinde noch Forru.
Die Gigantengräber von Sedda sa Caudeba A + B liegen nur wenige Meter voneinander entfernt, bei Collinas.